# Miomantis paykullii
Miomantis paykullii са вид насекоми от семейство Същински богомолки (Mantidae).

## Разпространение
Разпространени са в Северна Африка.

## Описание
Те са сравнително дребни богомолки с дължина до 35 – 40 mm, като мъжките са малко по-дребни.